# Antonio Folch de Cardona
Antonio Folch de Cardona y Borja, aunque en ocasiones figura solo como Antonio de Cardona y Borja (Valencia, 12 de abril de 1623 - Madrid, 16 de marzo de 1694), fue un noble del Reino de Valencia. 

## Biografía
Era miembro de la casa de Cardona, siendo el primer marqués de Castelnovo y II de Pons, al igual que también era barón de Masalavés, Paranehet y Prades
Fue gentilhombre de cámara de Juan de Austria, trasladándose después a la Corte donde sirvió a Carlos II como mayordomo y siendo nombrado después miembro del Consejo Supremo de Aragón por Carlos II, ocupando plaza por el Reino de Valencia como consejero de capa y espada desde el 11 de diciembre de 1666 hasta su fallecimiento 28 años más tarde, siendo uno de los consejeros que más tiempo ocuparon el cargo en la historia del Consejo. 
Asistió a las Cortes de Aragón celebradas en el 1677 en Zaragoza como ministro regio.
Tras la muerte de su mujer se ordenó monje, manteniendo solo el cargo en el consejo de Aragón, sucediéndose a su muerte un pleito entre su heredero y su sucesor en el Consejo, José de Castellví y Alagón, I marqués de Villatorcas, debido a la existencia de una merced a futura aunque finalmente prevalecería el nombramiento del marqués de Villatorcas.

## Matrimonio y descendencia
Se casó con Teresa Milán, baronesa de Masalavés, con quien tuvo dos hijos;
- Vicente Folch de Cardona, que le sucedió en los títulos.

- Ana María.

## Obras
Compuso varias comedias, de las cuales solo se imprimieron tres:
- Geometría Militar, en la cual se comprenden las matemáticas de la fortificación regular e irregular y las tablas polimétricas proporcionales para la medida de cualquier plaza, Nápoles, 1671[4]
- El mas heroyco silencio, obra teatral que salió por vez primera de imprenta en 1663 y que fue la que más exito tuvo de sus obras.[5]
- La Ronda de Palacio [1630] [Biblioteca Nacional de España (BNE), sign. RES. 167[2]